# 기누가와온센역
기누가와온센역(일본어: 鬼怒川温泉駅)은 일본 도치기현 닛코시에 있는 도부 철도 기누가와 선의 역이다. 역 번호는 TN 56이다.
역 주변에는 기누가와 온천의 거리가 있다. 아사쿠사 방면에서의 특급 "키누", 신주쿠 방면에서의 특급 "닛코", 아이즈와카마쓰 방면의 쾌속 "AIZU 마운트 익스프레스", "SL타이키"등의 시・종착역으로, 운용 상의 주요역이다.

## 역사
- 1919년 3월 17일: 시모노 궤도 시모타키역으로 개업.
- 1921년 6월 6일: 시모노 궤도가 하야 전기 철도로 변경되어, 시모 전기 궤도의 역이 됨.
- 1922년 3월 19일: 역을 이전하고 오다이역으로 변경.
- 1927년 2월 19일: 기누가와온센역으로 변경.
- 1943년 5월 1일: 도부 철도가 하야 전기 철도를 매수하여 도부 철도의 역이 됨.
- 1964년 10월 8일: 기존 위치(옛, 후지와라 정사무소 부근)에서 시모이마이치 역 방향으로 1.2 km 이전한 현재지에 본 역 신설, 영업 개시[1].
- 1991년경: 1,2번 선의 상행 열차만 발차 멜로디 도입[2].
- 2006년 3월 18일: JR선 직통 "닛코" 운행 개시. 역사와 역전도 개수됨.
- 2012년 3월 17일: TN 55의 역 번호 도입.
- 2014년 3월 16일: 발차 멜로디를 "도부 월드 스퀘어의 테마"를 응용한 멜로디로 변경[3].
- 2017년
  - 4월 9일: 미요시 역에서 이전된 전차대의 론칭식 개시[4].
  - 4월 21일: 도부 월드 스퀘어 역의 개통에 앞서 역 번호를 TN 56로 변경.
  - 8월 10일: "SL타이키"가 당역 ~ 시모이마이치 역간 운행 개시[5].

## 역 구조
섬식 승강장 2면 4선의 지상역이다. 역사는 선로의 서쪽에 있다. 역사 측의 1번 승강장은 차막이식으로 시모이마이치 방면만 발차한다. 1번 선의 차막이 역사나 1,2번 승강장을 연결하는 슬로프가 있고, 3,4번 승강장은 과선교에서 연결된다. "SL타이키"는 본 역으로 되돌아가기 때문에 구내에 SL과 후 보조기의 DL용을 전향시키는 전차대가 설치되어 있다.
또한, 기누타테이와 신호장에서 당역 사이는 복선이다.
야간 철도 아이즈키누가와 선・아이즈 철도 아이즈 선 직통의 "AIZU마운트 익스프레스"와 특급은 원칙으로 동일 플랫폼 상에서 대면 접속하도록 다이아가 설정되어 있다.
자동 개찰기 설치역이다.
1991년경 1,2번 선의 상행 특급 열차 한정으로 발차 멜로디를 도입했다. 도부 닛코 역과 같은 "Crystal Clear River"였지만, 음정이 달랐다. 2014년 3월 16일부터는 도부 월드스퀘어의 테마를 변주한 곡으로 변경되었다.

### 승강장
| 번호 | 노선        | 방향 | 행선                                                                                                 | 비고      |
| ---- | ----------- | ---- | --- | --------- |
| 1    | 기누가와 선 | 상행 | 시모이마이치・ 도부 스카이트리 라인 가스카베・기타센주・ 도쿄 스카이트리・아사쿠사・■ JR 신주쿠 방면 | 당역 출발 |
| 2    | 기누가와 선 | 상행 | 시모이마이치・ 도부 스카이트리 라인 가스카베・기타센주・ 도쿄 스카이트리・아사쿠사 방면              |           |
| 2    | 기누가와 선 | 하행 | 신후지와라・■ 야간 철도선 아이즈코겐오제구치・ ■ 아이즈 철도선 아이즈타지마 방면                     |           |
| 3    | 기누가와 선 | 하행 | 신후지와라・■ 야간 철도선 아이즈코겐오제구치・ ■ 아이즈 철도선 아이즈타지마 방면                     |           |
| 4    | 기누가와 선 | 상행 | 시모이마이치・ 도부 스카이트리 라인 가스카베・기타센주・ 도쿄 스카이트리・아사쿠사 방면              |           |

- 특급 열차는 1,2번 선에 발착한다. 또한, "AIZU 마운트 익스프레스"는 2번 선을 사용한다.

## 역 주변
- 기누강
  - 기누강 라인 하행 승선장
- 기누가와 온천
- 기누가와 온천 역전 족욕장
- 닛코 시청 후지와라 종합 지소(옛, 후지와라 정사무소)
- 후지와라 소방서
- 기누가와온센 우체국
- 닛코 시 후지와라 종합 문화 회관
  - 닛코 시립 후지와라 도서관
  - 기누강・가와지 온천 관광 정보 센터
- 스에히로 연못
- 국도 제121호선
- 도부 월드스퀘어 - 버스 5분.

## 사진

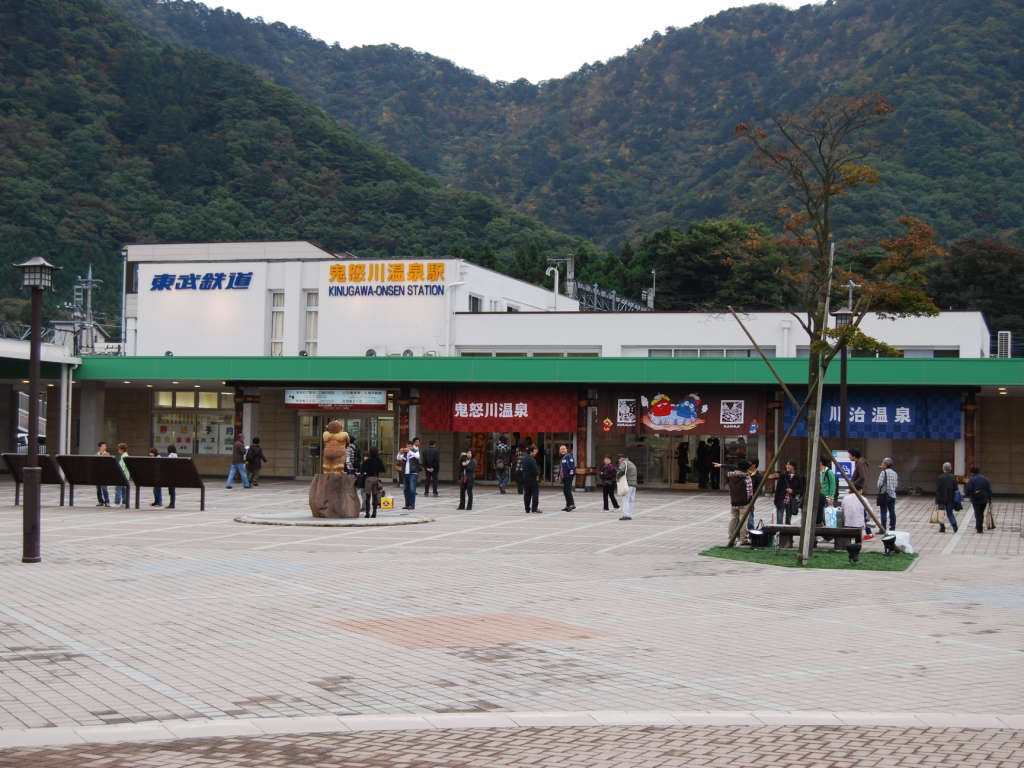
구역사 시절(2008년)
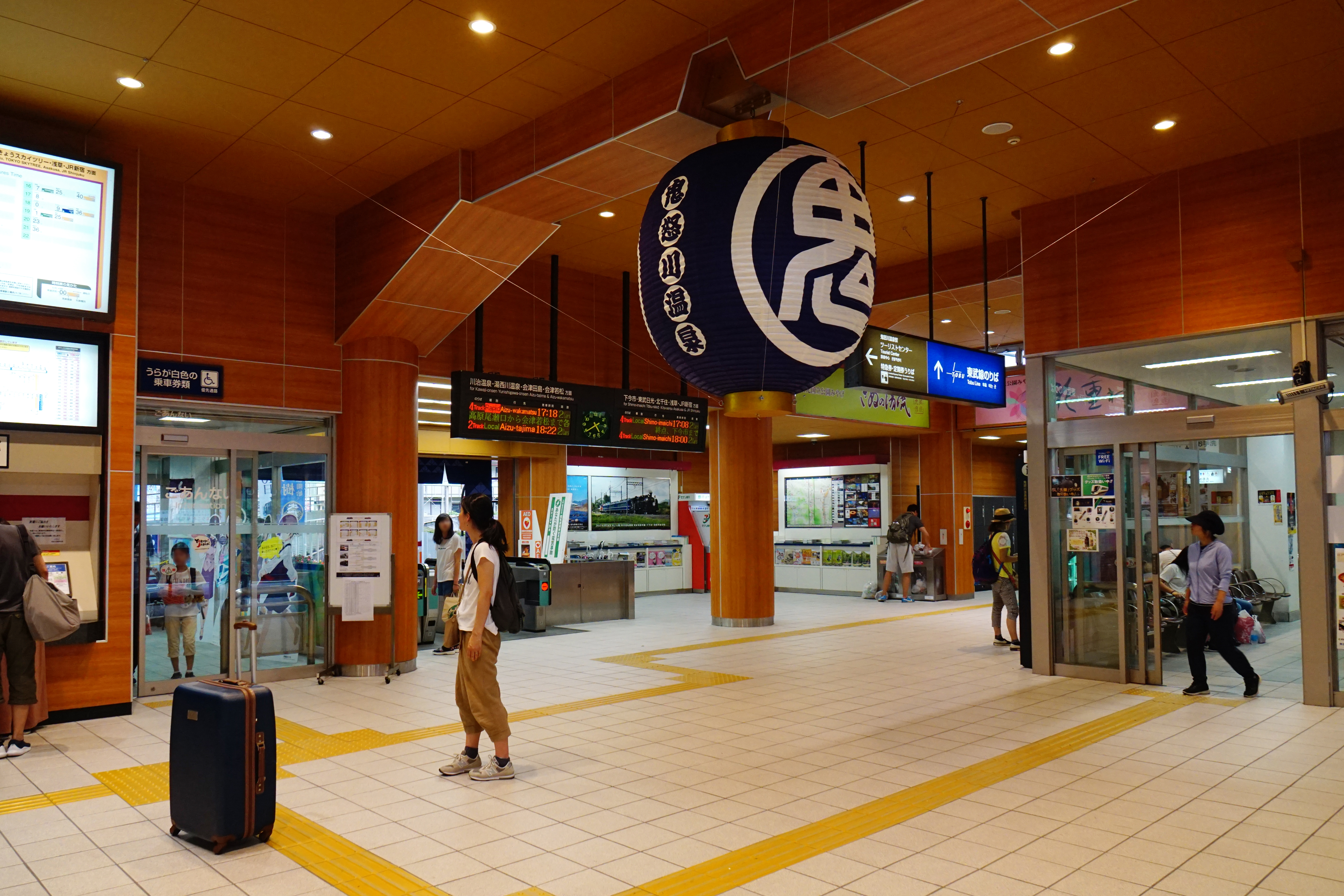
대합실
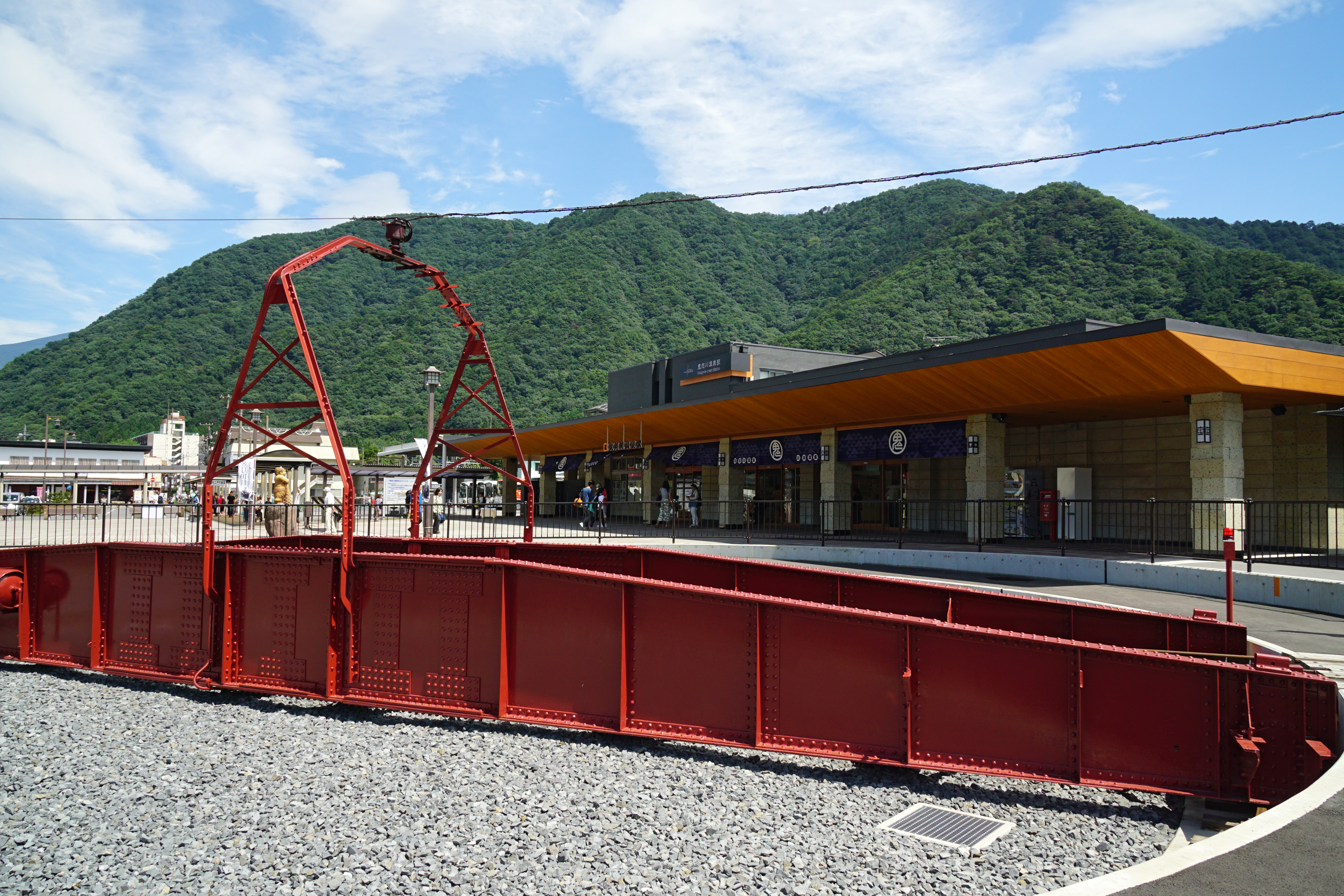
역사 앞 SL전차대
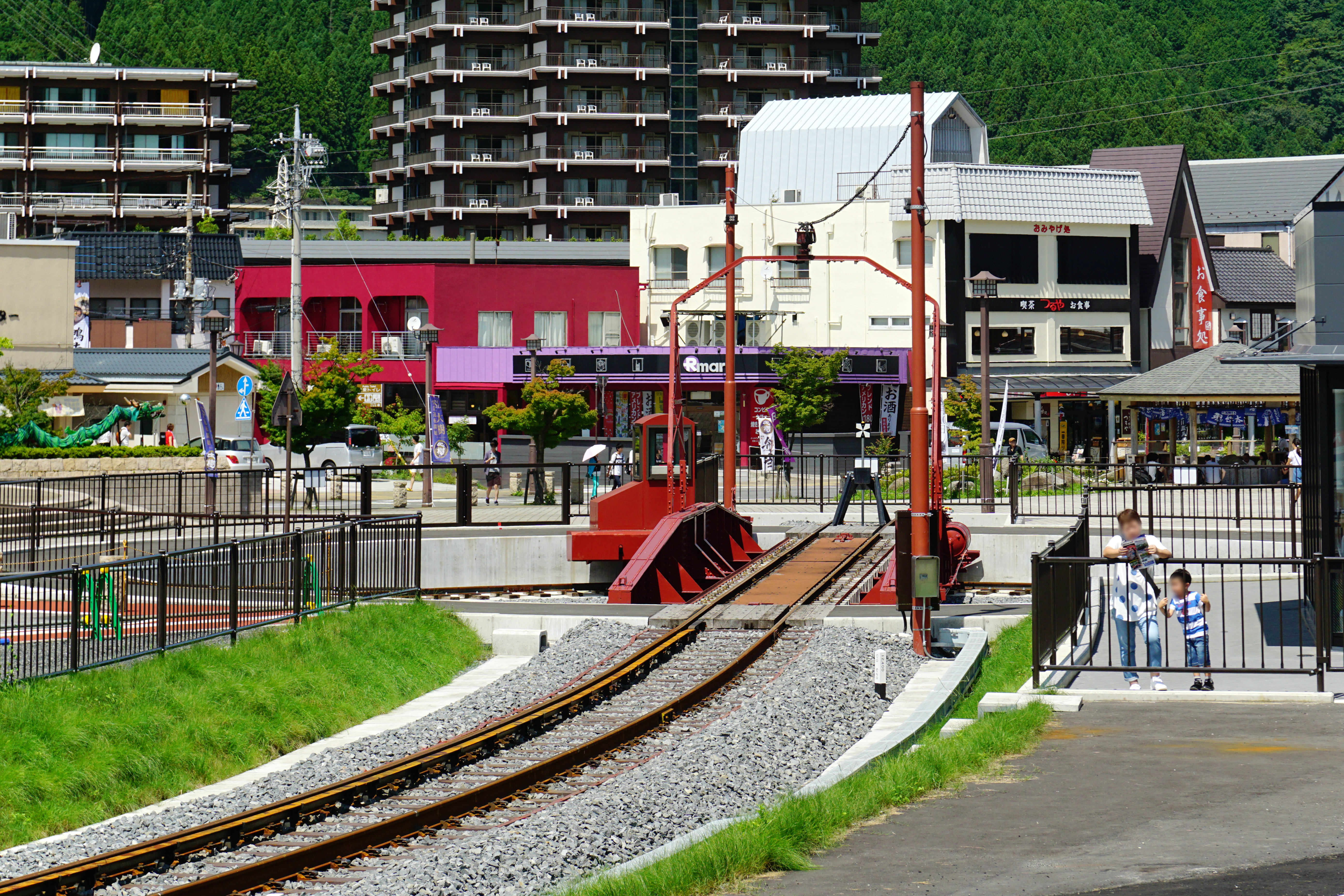
SL전차대의 차막이 부분
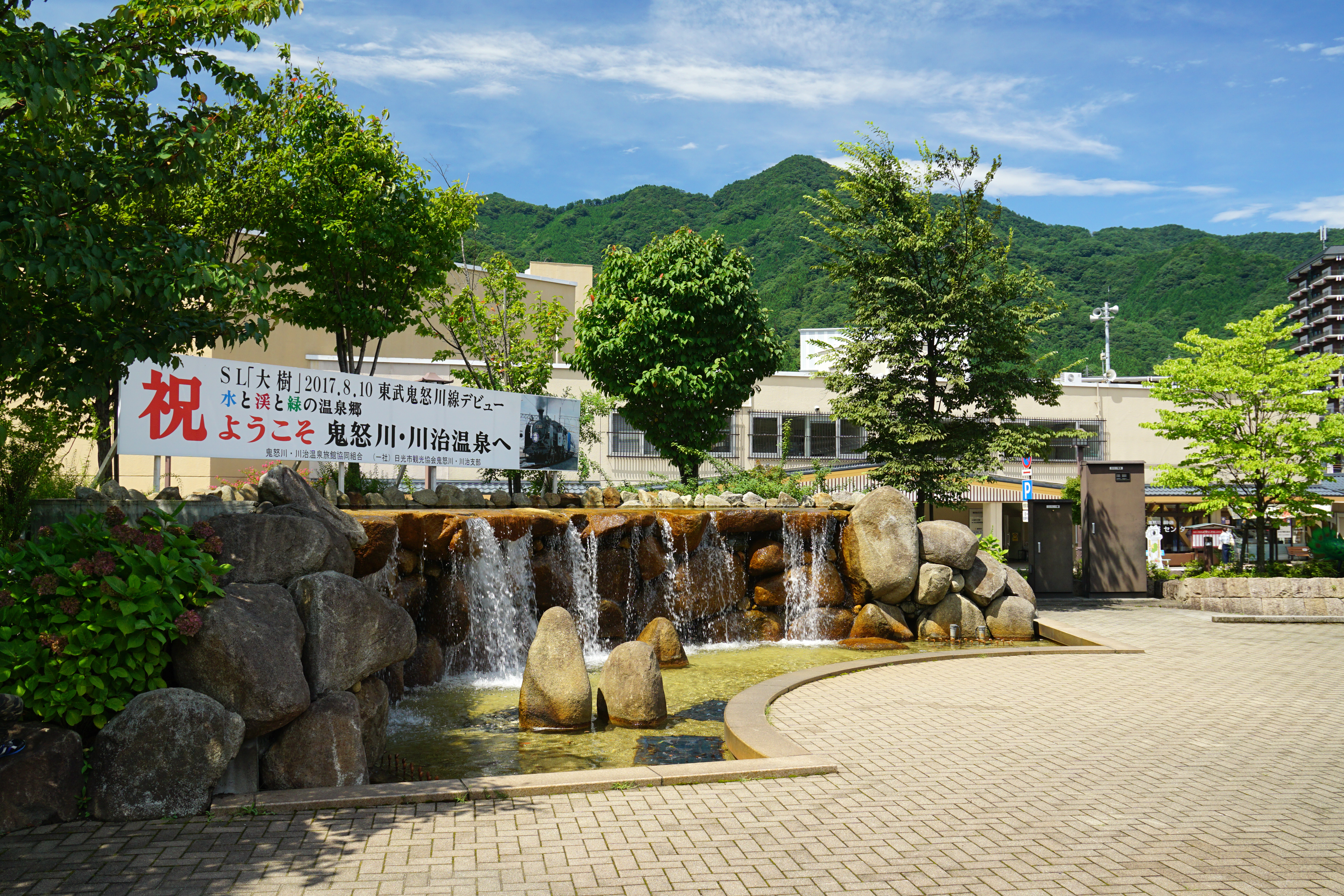
역전 족욕장
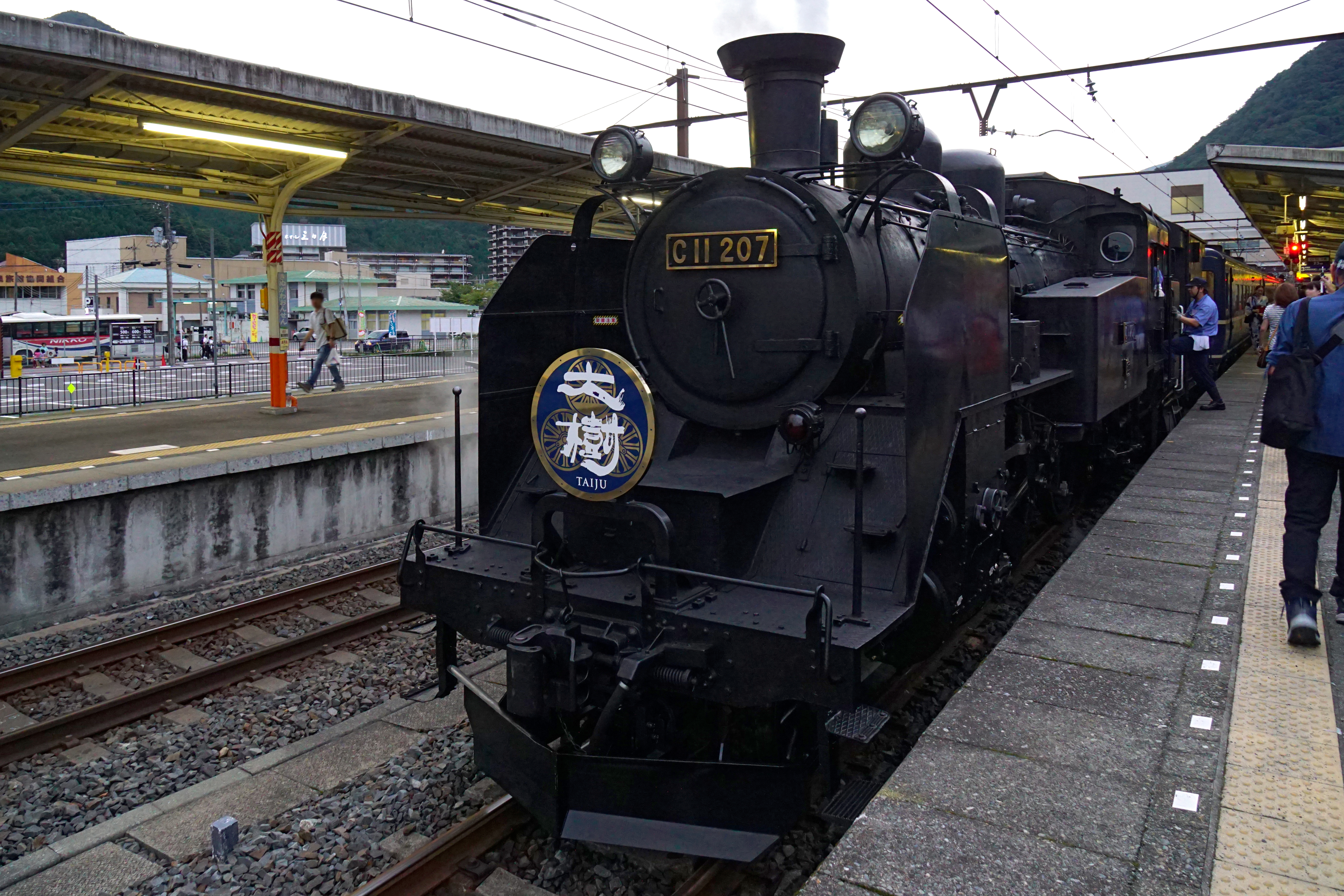
승강장에 정차한 SL타이키

## 인접역
| 도부 철도 기누가와 선                    | 도부 철도 기누가와 선                              | 도부 철도 기누가와 선              |
| ---------------------------------------- | -------------------------------------------------- | ---------------------------------- |
| TN 55 도부 월드 스퀘어 시모이마이치 방면 | □ 쾌속 "AIZU 마운트 익스프레스" ■ 구간 급행 ■ 보통 | 기누가와코엔 TN 57 신후지와라 방면 |